# Opel Calibra V6 4×4
 (mars 2025).
L’Opel Calibra V6 4×4 est une voiture de course d’Adam Opel AG, basée sur l’Opel Calibra homologuée pour la route, développée pour le DTM/ITC et utilisé dans ces séries de courses. Manuel Reuter a remporté le Championnat ITC 1996 avec cette voiture. En 1999, Volker Strycek a engagé une Calibra DTM dans la course des 24 Heures du Nürburgring à l’occasion du 100e anniversaire d’Opel.

## Contexte
En 1992, le nouveau directeur sportif d’Opel, Walter Treser, a retiré l’Opel Omega du DTM afin de construire une nouvelle voiture pour 1993 conforme à la réglementation adoptée par l’ITR en 1991.
Le nouveau règlement ne prévoyait plus une série de course avec plusieurs catégories, mais plutôt une cylindrée uniforme de 2,5 litres et un maximum de 6 cylindres. Les quatre roues motrices étaient autorisées. L’ancienne «loi» d’un nombre d’homologation de 500 exemplaires vendus en douze mois a été abandonnée. Il était permis d’utiliser un modèle de grande série avec un moteur approprié propre à l’entreprise (ou provenant également d’autres gammes de modèles).
Ces changements devaient entrer en vigueur avec la saison 1993. La Calibra à transmission intégrale et moteur V6 atmosphérique n’était pas encore prête pour 1993. Opel l’a utilisé à titre d’essai lors de la dernière course de la saison 1993 à Hockenheim avec la célèbre équipe Joest, qui a remporté des succès dans les voitures de sport du Groupe C au Mans et à Daytona. Les pilotes étaient initialement le vainqueur du Mans Manuel Reuter et le champion du monde de Formule 1 Keke Rosberg.

## Saison 1993

### Test lors de la course à Hockenheim
Manuel Reuter a démontré les performances de la nouvelle Calibra lors de la saison 1993 avec une cinquième place sur la grille de qualification, tandis que Rosberg a terminé septième lors de la première course. Cependant, les deux voitures sont tombées en panne lors de la deuxième course en raison de problèmes électroniques, il restait donc encore beaucoup à améliorer pour la saison 1994.

## Saison 1994

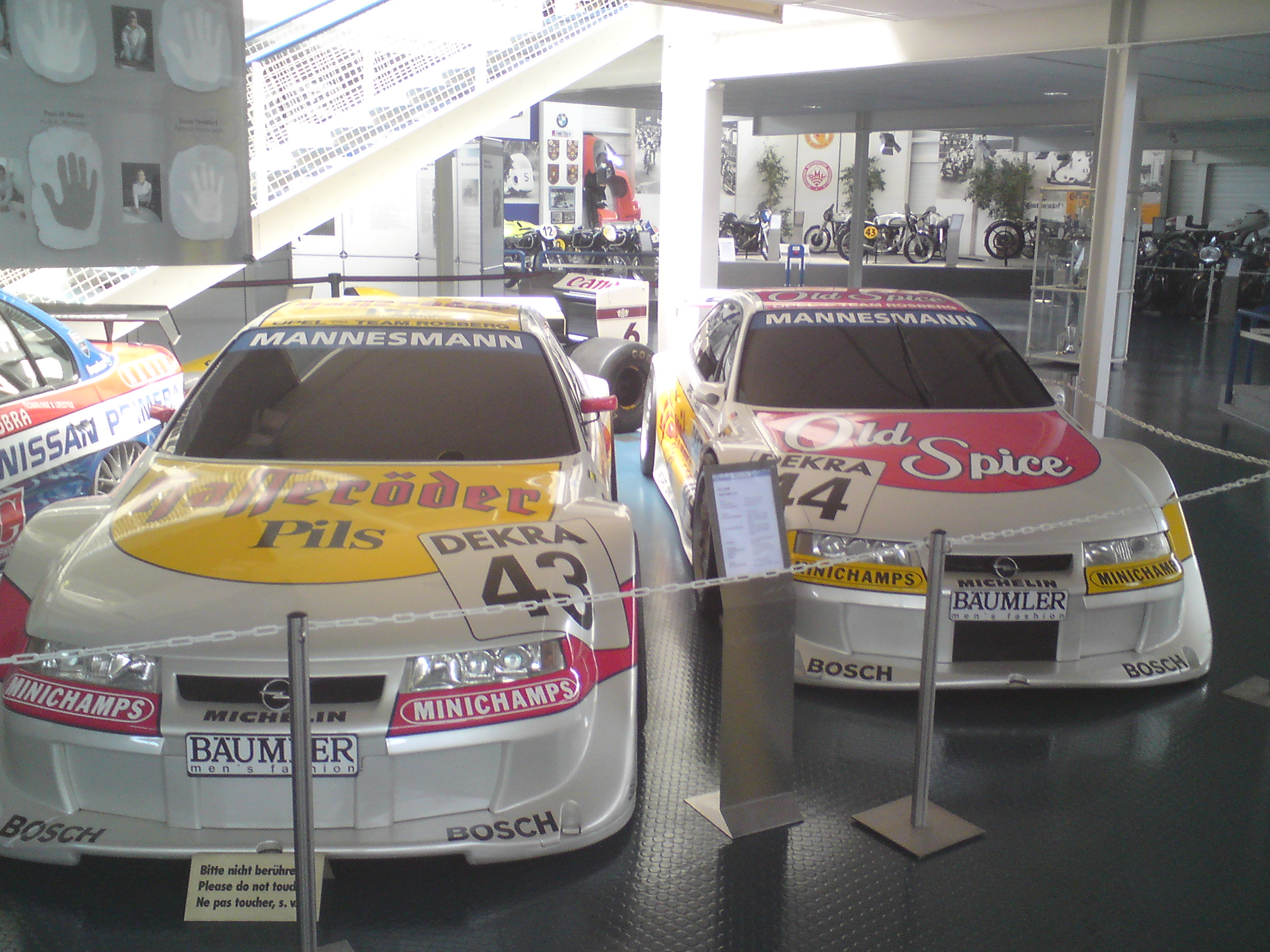
Calibra de l’équipe Rosberg au Musée du sport automobile de Hockenheim

La principale innovation de la voiture au cours de la saison 1994 était le moteur, construit à Cosworth, qui s’est avéré très fiable; Car il n’y a eu aucune panne moteur chez Opel jusqu’au milieu de la saison. Officiellement, cette unité ne s’appelait cependant pas «Cosworth», mais plutôt «Phase 3».
L’équipe Joest a utilisé trois véhicules cette saison; les pilotes étaient initialement Manuel Reuter et Keke Rosberg; Le marchand de Brême Louis Krages a été nouvellement ajouté sous le pseudonyme de «John Winter». Cependant, la voiture est tombée en panne à plusieurs reprises en raison de problèmes techniques mineurs. Lors de la course sur l’Avus de Berlin, la Calibra de John Winter a pris feu après avoir heurté violemment le garde-corps, Winter n’a pas été blessé.

### Première victoire
La première victoire de la Calibra s’est produite dans des circonstances étranges. Une course sur invitation a eu lieu à Donington Park, au Royaume-Uni, qui n’a pas été prise en compte dans le classement du DTM pour des raisons de politique sportive. Dans la première des deux courses, Manuel Reuter a poussé son manager et coéquipier Rosberg hors de la piste dans une foule.
Ayant abandonné lors de la première manche, Reuter a dû s’aligner en queue de peloton lors de la deuxième manche, mais il est quand même arrivé deuxième. Après la course, le pilote Alfa Alessandro Nannini, déclaré vainqueur, a été disqualifié en raison du test de carburant obligatoire et Reuter est arrivé premier.

### Résumé de la première saison
Opel n’a pas répondu aux attentes en raison de problèmes de freinage récurrents et d’autres difficultés techniques. Il y a eu encore quelques «succès respectueux».
Manuel Reuter, en tant que meilleur pilote d’Opel avec une victoire (non comptée dans le championnat) et avec une huitième place et 89 points, a pu se faire respecter dans le nouveau DTM même si la Calibra n’est pas encore complètement développée. Keke Rosberg a réalisé des performances moyennes au cours de la saison, mais a quand même montré de quoi la Calibra était capable à l’entraînement avec de bons temps et une troisième place à Hockenheim, terminant 14ème avec 27 points à la fin de la saison. Louis Krages, alias «John Winter», a marqué onze points et terminé 16ème.

## Saison 1995

### Réorganisation des équipes

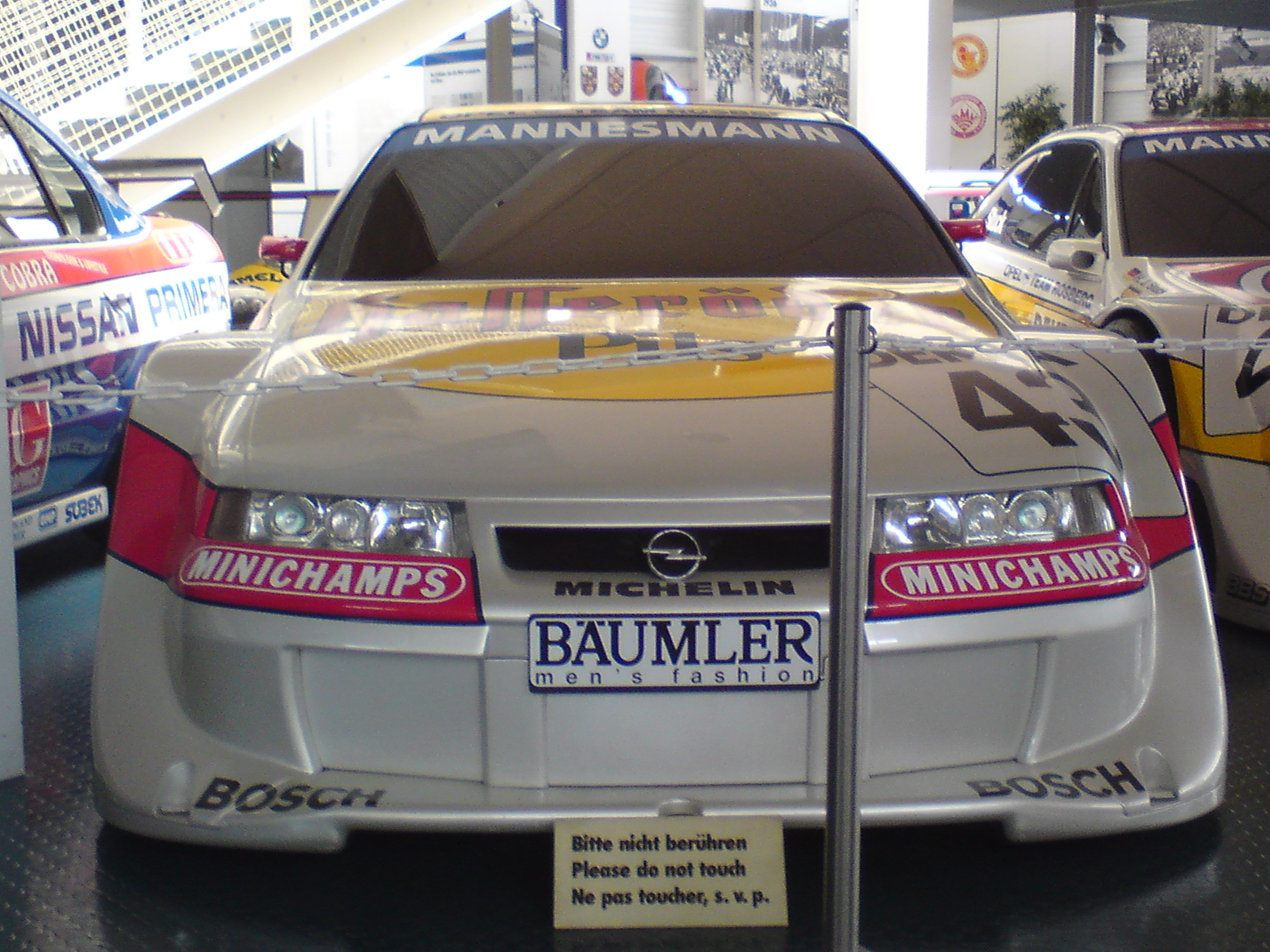
Calibra de Lehto

Pour la saison 1995, Walter Treser a regroupé sa « force » et a divisé les voitures entre deux équipes, l’équipe Joest et l’équipe Rosberg de Neustadt an der Weinstraße, nouvellement fondée. Rosberg agissait en tant que pilote et propriétaire de l’équipe. Klaus Ludwig pilotait la deuxième Calibra de l’équipe Rosberg après un passage spectaculaire de Mercedes-Benz à Opel. L’équipe Joest alignait quatre voitures avec les pilotes Manuel Reuter, le Finlandais JJ Lehto, le Français Yannick Dalmas et le Portugais Ni Amorim.
Les temps d’entraînement des pilotes étaient prometteurs, mais ils étaient généralement suivis d’échecs en course dus à des problèmes techniques. Ce n’est qu’à la fin de la saison que la percée tant attendue a eu lieu. Klaus Ludwig a remporté les deux courses à Hockenheim et Manuel Reuter a contribué au premier doublé d’Opel avec sa deuxième place.

### Résumé de la saison 1995
Ce qui était nouveau cette saison, c’est que les courses à l’étranger comptaient également. C’est pourquoi il y a eu le nouveau nom DTM/ITC et deux classifications. La Calibra «Phase 4» - comme elle était appelée officiellement - a été entièrement repensée avec des pièces techniques et électroniques provenant de divers fournisseurs, dont un système hydraulique construit par l’équipe de course de Formule 1 Williams. Mais des dysfonctionnements ont continué à se produire, notamment avec ce système, car les techniciens et les mécaniciens n’étaient pas encore familiarisés avec cette technologie complexe. Ce qui est frappant, c’est que Manuel Reuter a battu presque tous les records existants avec l’ancienne Calibra Phase 3 au début de la saison, même si la Calibra Phase 4 aurait dû être une voiture gagnante.
- Klaus Ludwig : L’un des pilotes exceptionnels du DTM et d’Opel en 1995 était Klaus Ludwig. Avec la victoire à Hockenheim, il a démontré les performances de la Calibra et a terminé troisième au classement du DTM avec un total de 80 points. Cependant, en ITC (International Touring Car Championship), il a dû s’avouer vaincu face à Manuel Reuter.
- Manuel Reuter : A atteint la 12ème place du DTM avec un total de 39 points. Au niveau international, il a réussi à marquer 50 points et a ainsi obtenu la cinquième place à l’ITC. C’est Reuter qui, grâce à ses performances, a convaincu le PDG d’Opel de poursuivre le projet DTM.
- JJ Lehto : Troisième meilleur pilote d’Opel après Reuter en ITC/DTM, il a pris la troisième place lors de sa course à domicile à Helsinki.
- Yannick Dalmas : Dalmas est arrivé 18ème du DTM avec Rosberg avec 17 points chacun.
- Keke Rosberg : Après avoir fondé sa propre équipe, il était le pire pilote d’Opel et n’a pas répondu aux attentes. Il a disputé sa dernière course lors de la finale du DTM et a dit au revoir au sport automobile.

## Saison 1996

### La fin des voitures de tourisme de catégorie 1

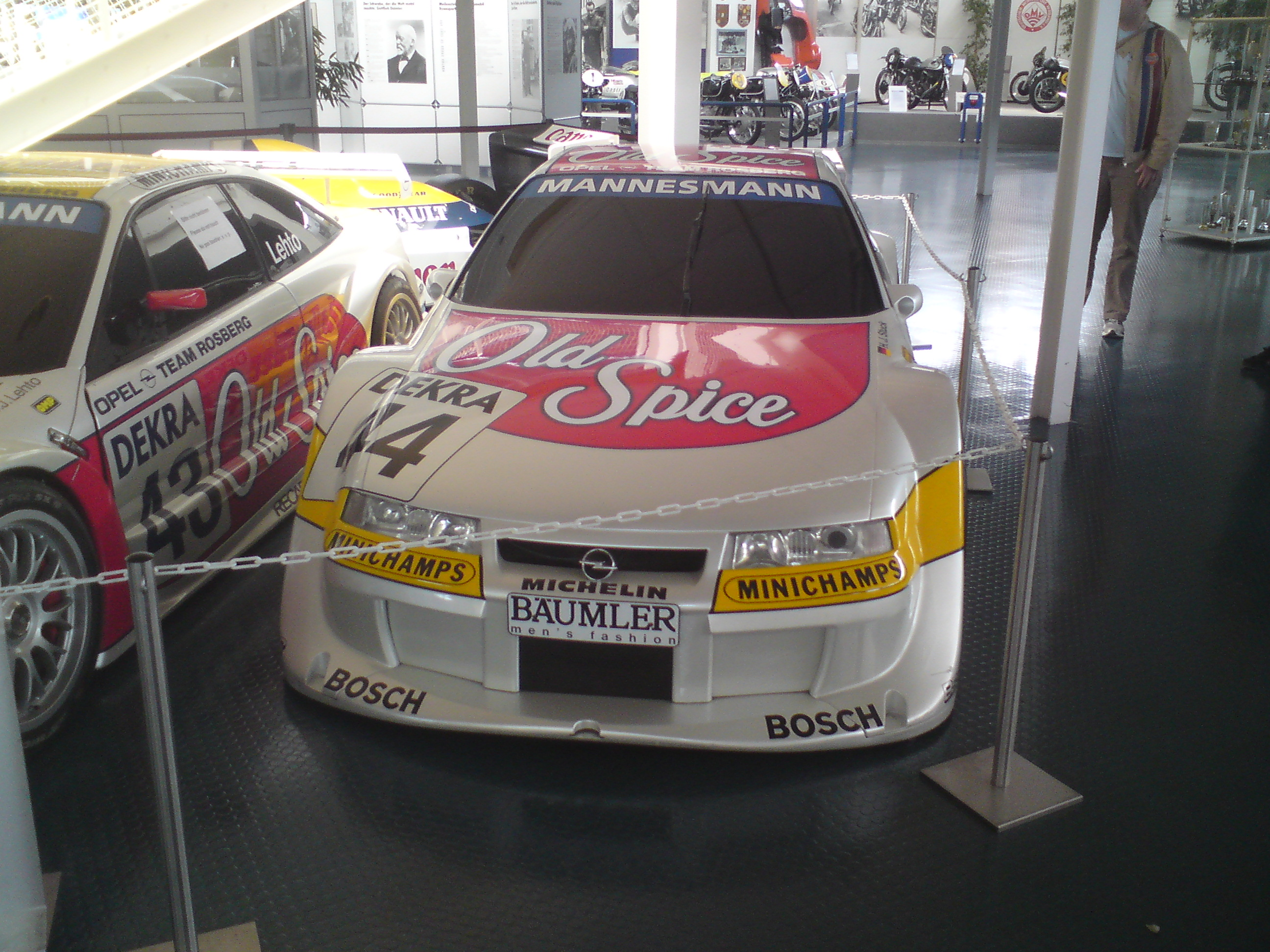
Calibra de Stuck

Chez Opel, Walter Treser a été remplacé en tant que directeur sportif par Wolfgang-Peter Flohr, qui a encore renforcé l’équipe afin de remporter le titre. Pour la saison 1996, l’équipe Zakspeed a été ajoutée et a aligné le nouveau venu Uwe Alzen aux côtés de Klaus Ludwig. Hans-Joachim Stuck et JJ Lehto roulaient désormais pour l’équipe Rosberg. Manuel Reuter a continué à rouler pour Joest, aux côtés de Yannick Dalmas et des nouveaux pilotes Alexander Wurz et Oliver Gavin. Gianni Giudici a également utilisé une Calibra de '95 à titre privé. Cependant, après que les coûts de participation au DTM soient devenus de plus en plus élevés, Alfa Romeo et Opel ont annoncé leur retrait, de sorte que le DTM/ITC a pris fin et n’a fait son retour qu’en 2000, dans lequel Opel était fortement impliqué.

### Voiture dominante de 1996
Pendant les vacances d’hiver, Opel a amélioré ses véhicules et établi des normes pour la saison 1996. Dès le départ, Manuel Reuter s’est révélé être le pilote numéro un d’Opel.
Mais les autres pilotes d’Opel ont également impressionné par leurs bonnes performances. À Helsinki, Opel a mené une course dominante. Les pilotes d’Opel ont pris de la première à la troisième place dans les deux courses. Quelque chose de similaire s’est produit au Norisring. Ludwig a remporté les deux courses devant Alzen et Lehto. Après la victoire de Reuter à Hockenheim et au Grand Prix automobile de l'Eifel, il s’est préparé très tôt à une conduite tactique et à collecter des points. Il s’est encore imposé lors de la dernière course en Allemagne avant de décrocher le titre de champion à São Paulo.

### Résumé de la saison 1996
Après une bonne saison, Opel a remporté le titre de champion et le championnat des constructeurs.
Manuel Reuter a remporté le titre avec trois victoires et un total de 218 points, devant le pilote Mercedes Bernd Schneider avec 205 points. Après la victoire à Hockenheim, Reuter a arrêté sa Calibra sur la ligne de départ et d’arrivée, est sorti pour célébrer la victoire et a été condamné à une amende.
JJ Lehto a terminé cinquième du championnat avec 148 points. Il figurait parmi les trois premiers au Nürburgring, à Helsinki, au Norisring, à Silverstone et à Magny-Cours.
Klaus Ludwig a terminé septième du championnat avec quatre victoires et 170 points. Hans-Joachim Stuck termine neuvième avec une victoire et 112 points. Uwe Alzen atteint la huitième place avec 119 points. Alexander Wurz a marqué 43 points et terminé 16e. Yannick Dalmas arrive 17ème avec 18 points. Oliver Gavin, un jeune pilote inexpérimenté, est arrivé 22ème avec 16 points.

## Course des 24 heures du Nürburgring de 1999
Pour le 100e anniversaire d’Opel, le patron du sport automobile Volker Strycek a amené une ancienne Calibra DTM Phase 3 sur la Nordschleife pour la course des 24 heures du Nürburgring de 1999, même si elle n’était pas destinée à être utilisée pleinement dans la course dès le départ. À zéro heure exactement, Strycek a fait sortir la Calibra de la piste et s’est dirigé vers le chapiteau où la célébration de l’anniversaire a commencé. Au cours des 40 tours parcourus, la Calibra a une fois de plus prouvé sa classe et a pris cinq secondes par tour à la voiture favorite, la Viper de l’équipe Zakspeed.